# USC Heidelberg
El USC Heidelberg, conocido por motivos de patrocinio como MLP Academics Heidelberg, es un equipo de baloncesto alemán con sede en la ciudad de Heidelberg, que compite en la Basketball Bundesliga, la máxima división de su país. Disputa sus partidos en el Halle des Olympiastützpunktes, con capacidad para 1512 espectadores.

## Historia
El club fue fundado en 1899 por la Universidad de Heidelberg, aunque la sección de baloncesto no se creó hasta el año 1952.
El USC Heidelberg fue el gran dominador de la liga alemana en los años 50 y 60, ganando 7 títulos de liga entre esos años. En total, el club posee 13 ligas (1948, 1951, 1952, 1953, 1957, 1958, 1959, 1960, 1961, 1962, 1966, 1973 y 1977) y 2 copas (1977 y 1978).
Además, el club participó en 5 ocasiones (1960, 1961, 1962, 1967 y 1974) en la European Cup for Champion Clubs, aunque no consiguió pasar de octavos de final.

## Nombres
- TB Heidelberg (1947-1953)
- USC Heidelberg (1953-2012)
- MLP Academics Heidelberg (2012-actualidad)

## Posiciones en Liga
| Temporada | Nivel | División | Pos. | Playoffs         |
| --------- | ----- | -------- | ---- | ---------------- |
| 2010–11   | 2     | ProA     | 8    | –                |
| 2011–12   | 2     | ProA     | 10   | –                |
| 2012–13   | 2     | ProA     | 9    | –                |
| 2013–14   | 2     | ProA     | 9    | –                |
| 2014–15   | 2     | ProA     | 6    | Cuartos de final |
| 2015–16   | 2     | ProA     | 6    | Cuartos de final |
| 2016–17   | 2     | ProA     | 5    | Cuartos de final |
| 2017–18   | 2     | ProA     | 3    | Cuartos de final |

## MLP Academics Heidelberg en competiciones europeas
European Cup for Champion Clubs 1959/1960
| 1ª ronda | USC Heidelberg | Urania Genève Sport | 46-55 | 58-44 |  |

European Cup for Champion Clubs 1960/1961
| 1ª ronda | USC Heidelberg | WKS Legia Varsovia | 67-91 | 89-48 |  |

European Cup for Champion Clubs 1961/1962
| 1ª ronda         | B.B.C. Etzella | USC Heidelberg | 51-66 | 83-59 |  |
| Octavos de Final | USC Heidelberg | Union Olimpija | 81-95 | 97-58 |  |

European Cup for Champion Clubs 1966/1967
| 1ª ronda         | USC Heidelberg | SISU        | 72-49 | 61-62  |  |
| Octavos de Final | USC Heidelberg | Real Madrid | 88-93 | 104-89 |  |

European Cup for Champion Clubs 1973/1974
| 1ª ronda         | USC Heidelberg | Lourenço Marques | 85-65 | 79-67  |  |
| Octavos de Final | USC Heidelberg | Real Madrid      | 54-94 | 120-48 |  |

## Palmarés
- Campeón de la BBL

1948, 1951, 1952, 1953, 1957, 1958, 1959, 1960, 1961, 1962, 1966, 1973, 1977
- Campeón de la Copa de Alemania de baloncesto

1977, 1978

## Jugadores destacados
| - Reinhard Lanegger - Vedran Vukotić - Tristan Blackwood - Jamie McNeilly - Hrvoje Kovačević - Bilal Clarance - Nicolai Iversen - Nico Adamczak - Christian Ast - Danilo Barthel - Björn Bernhard - Matthias Biller - Simon Casel - Eric Curth - Kalidou Diouf - Jochen Dörr - Andreas Fell - Marco Grimaldi - Phillipp Heyden - Markus Jochum - Michael Jost - Kristian Kuhn - Jürgen Langner - Adrian Lind - Johannes Lischka - Moritz Nägele - Niklas Ney - Kelvin Okundaye - Markus Recktenwald - Max Rockmann | - Pascal Roller - Stefan Rothmann - Olaf Schindler - Janek Schmidkunz - Aaron Schmitz - Björn Schoo - Dirk Sodomann - Andreas Steckbauer - Tobias Stoll - Christian von Fintel - Peer Wente - Paul Zipser - Kestas Rimas - Vladimir Vladisavljević - Gregory Baker - Benjamin Beran - Jason Bohannon - Kevin Burleson - Lyndale Burleson - Brett Buscher - John Bynum - Tony Criswell - Yannick Crowder - Emanuel Dildy - Jermaine Dixon - Braxton Dupree - John Eggleston - Shy Ely - Kyle Feuerbach - Chris Gadley | - Lamar Grimes - Vance Hall - Ayron Hardy - Adrian Hill - Anthony Hill - Jibril Hodges - Tory Jackson - Michael Jones - Marcos Knight - Maurice Linton - Kelvin Martin - Tommy Mason-Griffin - Terrell McKelvy - Japhet McNeil - Leonard Mendez - Nathan Montgomery - Bryant Nash - T.J. Robinson - Taylor Rohde - Clint Sargent - Bill Slack - Ahmad Smith - Bryan Smithson - Alexander Starr - Jason Straight - Ben Sullivan - Aaron Thomas - Bernard Thompson - Jay Threatt - Brad Tinsley | - Dennis Trammell - Saipele Tuialii - Sanijay Watts - Devin White - Trent Wiedeman - Darrin Williams - Jerrell Williams - Jonathan Williams - James Wright - Tom McChesney - Mario Dugandžić - Jan Wieland - Paul Brotherson - Albert Kuppe - Predrag Pramenko - Titi Spasojević - Charles Burgess - Waverly Austin - Jay Thomas - Eric Vierneisel - T.J. Sapp - Erik Dordal |